# Élections municipales qatariennes de 2019
Les élections municipales qatariennes de 2019 ont lieu le 16 avril 2019 au Qatar.
L'ensemble des 29 conseillers élus, dont quatre sans opposition, sont indépendants.

## Système électoral
Le scrutin a lieu dans 29 circonscriptions électorales au scrutin uninominal majoritaire à un tour pour autant de sièges au Conseil municipal. Ceux ci sont disputés par 85 candidats dont 5 femmes. Aucun parti politique n'existant au Qatar, l'ensemble des candidats se présentent sans étiquette.

## Résultats
Dans quatre circonscriptions, les candidats ne présentent sans opposants et sont élus d'office après acclamation. Sur les 27 conseillers municipaux élus, deux sont des femmes, soit autant que dans le conseil sortant,
|                          | Indépendants             | 13 334 | 100  | 29 | en stagnation |  |  |
|                          |                          |        |      |    |               |  |  |
| Votes valides            | Votes valides            | 13 334 |      |    |               |  |  |
| Votes blancs et nuls     |                          |        |      |    |               |  |  |
| Total                    | Total                    |        | 100  | 29 | en stagnation |  |  |
| Abstention               |                          |        |      |    |               |  |  |
| Inscrits / participation | Inscrits / participation | 27 722 | 50,1 |    |               |  |  |